# Hemisodorcus rubrofemoratus
Hemisodorcus rubrofemoratus es una especie de coleóptero de la familia Lucanidae.

## Distribución geográfica
Habita en Japón, Siberia, China y Corea.